# Łosino-Pietrowskij
Łosino-Pietrowskij (ros. Лосино-Петровский) – miasto w Rosji, w obwodzie moskiewskim, 52 km na północny wschód od Moskwy. W 2020 liczyło 25 404 mieszkańców.